# Michael Jecks
Michael Jecks, né en 1960 dans le Surrey, est un romancier britannique, auteur de roman policier historique.

## Biographie
Michael Jecks écrit une série de romans mettant en scène Sir Baldwin Furnshill, un ancien chevalier templier, et son ami Simon Puttock, huissier de justice du château de Lydford.
Membre de la Society of Authors et de la Royal Society of Literature, Jecks a présidé la Crime Writers' Association en 2004-2005. Il est devenu membre du Detection Club en 2005. 
De 2014 à 2016, il publie une trilogie sur la Guerre de Cent Ans.

## Œuvre

### Romans

#### SérieSir Baldwin Furnshill et Simon Puttock
- The Last Templar (1995)
- The Merchant’s Partner (1995)
- A Moorland Hanging (1996)
- The Crediton Killings (1997)
- The Abbott’s Gibbet (1998)
- The Leper’s Return (1998)
- Squire Throwleigh’s Heir (1999)
- Belladonna at Belstone (1999)
- The Traitor of St. Giles (2000)
- The Boy-Bishop’s Glovemaker (2000)
- The Tournament of Blood (2001)
- The Sticklepath Strangler (2001)
- The Devil’s Acolyte (2002)
- The Mad Monk of Gidleigh (2002)
- The Templar’s Penance (2003)
- The Outlaws of Ennor (2004)
- The Tolls of Death (2004)
- The Chapel of Bones (2004)
- The Butcher of St. Peter’s (2005)
- A Friar’s Bloodfeud (2005)
- The Death Ship of Dartmouth (2006)
- The Malice of Unnatural Death (2007)
- Dispensation of Death (2007)
- The Templar, the Queen and Her Lover (2007)
- The Prophecy of Death (2008)
- The King of Thieves (2009)
- No Law in the Land (2009)
- The Bishop Must Die (2010)
- The Oath (2010)
- King’s Gold (2011)
- City of Fiends (2012)
- Templar’s Acre (2013)

#### SérieBloody Mary Mystery
- Rebellion’s Message (2016)
- A Murder Too Soon (2017)
- A Missed Murder (2018)
- The Dead Don’t Wait (2019)
- Death Comes Hot (2020)

#### TrilogieThe Hundred Years War
- Fields of Glory (2014)
- Blood on the Sand (2015)
- Blood of the Innocents (2016)

#### SérieCrusader
- Pilgrim's War (2018)

#### SérieNick Morris
- Portrait of a Murder (2023)

#### Autre roman
- Act of Vengeance (2014)

### Novellas
- The Special Theory (2013)
- Alive or Dead (2017)

### Recueils de nouvelles
- For the Love of Old Bones (2016)
- No-one Can Hear You Scream and Other Stories (2016)